# 郭力铭
郭力铭（1967年6月—），中华人民共和国政治人物，河南延津人，现任原阳县县委书记。1986年6月加入中国共产党，1989年11月参加工作，2015年11月成为原阳县县委书记。2018年11月，郭力铭升任新乡市第十三届人大常委会副主任兼原阳县县委书记。

## 记者采访被打事件
2020年4月18日，原阳县发生2020年河南省新乡市儿童被活埋致死事件。新京报等媒体征得家属的同意前去采访，却在陵园门口被不明身份人员殴打。原阳县县委书记郭力铭向社会致歉，称已对相关责任人予以停职调查，待查清责任后再作进一步处理。